# Tegal Sari (Kisaran Barat)
Tegal Sari is een bestuurslaag in het regentschap Asahan van de provincie Noord-Sumatra, Indonesië. Tegal Sari telt 3282 inwoners (volkstelling 2010).